# Beli Potok (gmina Knjaževac)
Beli Potok (cyr. Бели Поток) – wieś w Serbii, w okręgu zajeczarskim, w gminie Knjaževac. W 2011 roku liczyła 165 mieszkańców.